# Joachim Vetter
Joachim Vetter (* 27. März 1957 in Ochsenfurt) ist ein deutscher Jurist. Er ist seit Juni 2015 Präsident des Landesarbeitsgerichts Nürnberg.

## Leben und Wirken
Vetter war nach Abschluss seiner juristischen Ausbildung seit 1986 zunächst als Richter beim Arbeitsgericht Nürnberg tätig. 1989 wurde er dort zum Richter am Arbeitsgericht ernannt. Kurzzeitige Abordnungen in den Jahren 1995 und 1998 führten ihn an das Landesarbeitsgericht Nürnberg, bevor er 1999 ständiger Vertreter des Direktors des Arbeitsgerichts Nürnberg wurde. Im Jahr 2002 folgte seine Ernennung zum Vorsitzenden Richter am Landesarbeitsgericht Nürnberg, 2013 zum Vizepräsidenten. Am 12. Juni 2015 ernannte ihn die bayerische Arbeitsministerin Emilia Müller zum Präsidenten des Landesarbeitsgerichts Nürnberg.